# NK Istra 1961
Maillots
Actualités
Dernière mise à jour : 6 juillet 2025.
Le NK Istra 1961 est un club croate de football basé à Pula.
La meilleure performance du club en Championnat de Croatie de football est une septième place obtenue lors du Championnat de Croatie de football 2005-2006.

## Historique
- 1948 : fondation du club sous le nom de NK Uljanik
- 1961 : fusion avec le NK Pula en NK Istra Pula
- 1966 : révocation de la fusion le club est renommé NK Uljanik
- 2003 : le club est renommé NK Pula 1856
- 2005 : le club est renommé Pula Staro Češko
- 2006 : le club est renommé NK Pula
- 2007 : le club est renommé NK Istra 1961

## Identité visuelle

Ancien logo
Logo actuel

## Palmarès
- Coupe de Croatie
  - Finaliste : 2021